# Temporada 2021 del Campeonato de Fórmula Regional de las Américas
La temporada 2021 del Campeonato de Fórmula Regional de las Américas fue la cuarta edición de dicho campeonato, y la segunda bajo el nombre de «Fórmula Regional». Kyffin Simpson ganó el campeonato de pilotos, y TJ Speed Motorsports el de equipos.

## Equipos y pilotos
| Equipo                              | N.º | Piloto             | Rondas |
| ----------------------------------- | --- | ------------------ | ------ |
| Jay Howard Driver Development       | 7   | Christian Bogle    | 1-3    |
| Crosslink Competition               | 9   | Joshua Car         | Todas  |
| Crosslink Competition               | 14  | Dylan Tavella      | Todas  |
| Kiwi Motorsport                     | 15  | Kaleb Ngatoa       | 6      |
| Velocity Racing Development         | 11  | Hunter Yeany       | 1-4    |
| Velocity Racing Development         | 11  | Arias Deukmedjian  | 5      |
| Velocity Racing Development         | 27  | Matt Round-Garrido | 1      |
| Velocity Racing Development         | 29  | Nick Persing       | 3-6    |
| Velocity Racing Development         | 77  | Jason Alder        | 6      |
| TJ Speed Motorsports                | 17  | Baptiste Berthelot | Todas  |
| TJ Speed Motorsports                | 19  | Varun Choksey      | Todas  |
| TJ Speed Motorsports                | 21  | Kyffin Simpson     | Todas  |
| TJ Speed Motorsports                | 99  | Logan Cusson       | Todas  |
| WISKO                               | 24  | Kevin Janzen       | 5-6    |
| Newman Wachs Racing                 | 45  | Ian Rodríguez      | 1-4    |
| Newman Wachs Racing                 | 48  | Jordan Missig      | Todas  |
| Newman Wachs Racing/Abel Motorsport | 51  | Jacob Abel         | 3      |
| Crosslink/Kiwi Motorsport           | 78  | Ryan Yardley       | 5-6    |
| Crosslink/Kiwi Motorsport           | 91  | Cooper Becklin     | 5-6    |
| Future Star Racing                  | 98  | Ernie Francis Jr.  | Todas  |
| Fuente:                             |     |                    |        |

## Calendario
| Ronda   | Ronda | Circuito                                 | Fecha            |
| ------- | ----- | ---------------------------------------- | ---------------- |
| 1       | C1    | Road Atlanta, Braselton                  | 27 de marzo      |
| 1       | C2    | Road Atlanta, Braselton                  | 27 de marzo      |
| 1       | C3    | Road Atlanta, Braselton                  | 28 de marzo      |
| 2       | C1    | Road America, Elkhart Lake               | 16 de mayo       |
| 2       | C2    | Road America, Elkhart Lake               | 17 de mayo       |
| 2       | C3    | Road America, Elkhart Lake               | 17 de mayo       |
| 3       | C1    | Mid-Ohio Sports Car Course, Lexington    | 26 de junio      |
| 3       | C2    | Mid-Ohio Sports Car Course, Lexington    | 27 de junio      |
| 3       | C3    | Mid-Ohio Sports Car Course, Lexington    | 27 de junio      |
| 4       | C1    | Brainerd International Raceway, Brainerd | 17 de julio      |
| 4       | C2    | Brainerd International Raceway, Brainerd | 18 de julio      |
| 4       | C3    | Brainerd International Raceway, Brainerd | 18 de julio      |
| 5       | C1    | Virginia International Raceway, Alton    | 25 de septiembre |
| 5       | C2    | Virginia International Raceway, Alton    | 25 de septiembre |
| 5       | C3    | Virginia International Raceway, Alton    | 26 de septiembre |
| 6       | C1    | Circuito de las Américas, Austin         | 5 de noviembre   |
| 6       | C2    | Circuito de las Américas, Austin         | 6 de noviembre   |
| 6       | C3    | Circuito de las Américas, Austin         | 6 de noviembre   |
| Fuente: |       |                                          |                  |

## Resultados
| Ronda | Ronda | Ronda                          | Pole Position  | Vuelta rápida     | Piloto ganador        | Equipo ganador                      |
| ----- | ----- | ------------------------------ | -------------- | ----------------- | --------------------- | ----------------------------------- |
| 1     | C1    | Road Atlanta                   | Kyffin Simpson | Kyffin Simpson    | Kyffin Simpson        | TJ Speed Motorsports                |
| 1     | C2    | Road Atlanta                   |                | Kyffin Simpson    | Kyffin Simpson        | TJ Speed Motorsports                |
| 1     | C3    | Road Atlanta                   | Kyffin Simpson | Kyffin Simpson    | TJ Speed Motorsports  |                                     |
| 2     | C1    | Road America                   | Hunter Yeany   | Kyffin Simpson    | Dylan Tavella         | Crosslink Competition               |
| 2     | C2    | Road America                   |                | Joshua Car        | Kyffin Simpson        | TJ Speed Motorsports                |
| 2     | C3    | Road America                   | Kyffin Simpson | Kyffin Simpson    | TJ Speed Motorsports  |                                     |
| 3     | C1    | Mid-Ohio Sports Car Course     | Joshua Car     | Jacob Abel        | Joshua Car            | Crosslink Competition               |
| 3     | C2    | Mid-Ohio Sports Car Course     |                | Kyffin Simpson    | Jacob Abel            | Newman Wachs Racing/Abel Motorsport |
| 3     | C3    | Mid-Ohio Sports Car Course     | Dylan Tavella  | Ernie Francis Jr. | Future Star Racing    |                                     |
| 4     | C1    | Brainerd International Raceway | Joshua Car     | Jordan Missig     | Ian Rodríguez         | Newman Wachs Racing                 |
| 4     | C2    | Brainerd International Raceway |                | Joshua Car        | Joshua Car            | Crosslink Competition               |
| 4     | C3    | Brainerd International Raceway | Joshua Car     | Joshua Car        | Crosslink Competition |                                     |
| 5     | C1    | Virginia International Raceway | Joshua Car     | Joshua Car        | Jordan Missig         | Newman Wachs Racing                 |
| 5     | C2    | Virginia International Raceway |                | Joshua Car        | Ernie Francis Jr.     | Future Star Racing                  |
| 5     | C3    | Virginia International Raceway | Kyffin Simpson | Ernie Francis Jr. | Future Star Racing    |                                     |
| 6     | C1    | Circuito de las Américas       | Kyffin Simpson | Kyffin Simpson    | Jason Alder           | Velocity Racing Development         |
| 6     | C2    | Circuito de las Américas       |                | Kyffin Simpson    | Kyffin Simpson        | TJ Speed Motorsports                |
| 6     | C3    | Circuito de las Américas       | Dylan Tavella  | Kyffin Simpson    | TJ Speed Motorsports  |                                     |

## Clasificación

### Puntuaciones
| Posición | 1.º | 2.º | 3.º | 4.º | 5.º | 6.º | 7.º | 8.º | 9.º | 10.º |
| Puntos   | 25  | 18  | 15  | 12  | 10  | 8   | 6   | 4   | 2   | 1    |

### Campeonato de Pilotos
| Pos. | Piloto             | ATL | ATL | ATL | ROA | ROA | ROA | MOH | MOH | MOH | BRA | BRA | BRA | VIR | VIR | VIR | COA | COA | COA | Puntos |
| ---- | ------------------ | --- | --- | --- | --- | --- | --- | --- | --- | --- | --- | --- | --- | --- | --- | --- | --- | --- | --- | ------ |
| 1    | Kyffin Simpson     | 1   | 1   | 1   | 4   | 1   | 1   | 12  | 3   | 2   | 2   | 2   | 2   | 4   | 5   | 2   | 11  | 1   | 1   | 314    |
| 2    | Joshua Car         | 2   | DNS | 3   | 8   | 2   | 4   | 1   | 2   | Ret | 3   | 1   | 1   | Ret | 4   | 4   | 13† | 8   | 3   | 218    |
| 3    | Ernie Francis Jr.  | 11  | 5   | Ret | 11  | 5   | Ret | 5   | 4   | 1   | DNS | Ret | 7†  | 5   | 1   | 1   | 3   | NC  | 4   | 160    |
| 4    | Varun Choksey      | 6   | 7   | 4   | 6   | 3   | 3   | 6   | 11  | 11  | 6   | 3   | 6   | 8   | Ret | 3   | 8   | 2   | 11  | 144    |
| 5    | Jordan Missig      | 4   | 3   | 2   | 3   | Ret | DNS | 3   | Ret | 10  | 4   | DNS | 8   | 1   | 3   | Ret | 5   | NC  | 13  | 142    |
| 6    | Logan Cusson       | 3   | 4   | 6   | 10  | 6   | Ret | 7   | 9   | 3   | 10† | 5   | 4   | Ret | 6   | Ret | 4   | 7   | 9   | 118    |
| 7    | Dylan Tavella      | 5   | 2   | Ret | 1   | 8   | 6†  | 13† | 12  | 9   | 7   | Ret | 10  | 2   | 8   | Ret | DNS | NC  | 2   | 114    |
| 8    | Ian Rodríguez      | Ret | DNS | DNS | 2   | 10  | 2   | 11  | 6   | 5   | 1   | 4   | Ret |     |     |     |     |     |     | 92     |
| 9    | Baptiste Berthelot | 10  | 8   | Ret | 7   | 7   | 7†  | 8   | 10  | 6   | 5   | 7   | 3   | 6   | Ret | 6   | 9   | 10  | 10  | 87     |
| 10   | Ryan Yardley       |     |     |     |     |     |     |     |     |     |     |     |     | 3   | 2   | 7   | 2   | 11  | 5   | 67     |
| 11   | Nick Persing       |     |     |     |     |     |     | 9   | 8   | 4   | 8   | 6   | 5   | 10  | Ret | 9   | 10  | 3   | 6   | 67     |
| 12   | Hunter Yeany       | 7   | 6   | 5   | 9   | 4   | 5   | 10  | 5   | 8   | 9   | Ret | 9   |     |     |     |     |     |     | 67     |
| 13   | Jacob Abel         |     |     |     |     |     |     | 2   | 1   | Ret |     |     |     |     |     |     |     |     |     | 43     |
| 14   | Jason Alder        |     |     |     |     |     |     |     |     |     |     |     |     |     |     |     | 1   | 5   | 7   | 41     |
| 15   | Christian Bogle    | 8   | 10  | NC  | 5   | 9   | DNS | 4   | 7   | 7   |     |     |     |     |     |     |     |     |     | 41     |
| 16   | Cooper Becklin     |     |     |     |     |     |     |     |     |     |     |     |     | 7   | 7   | 8   | 7   | 6   | 12  | 30     |
| 17   | Kaleb Ngatoa       |     |     |     |     |     |     |     |     |     |     |     |     |     |     |     | 6   | 4   | 8   | 24     |
| 18   | Arias Deukmedjian  |     |     |     |     |     |     |     |     |     |     |     |     | 9   | 10  | 5   |     |     |     | 13     |
| 19   | Matt Round-Garrido | 9   | 9   | 7   |     |     |     |     |     |     |     |     |     |     |     |     |     |     |     | 10     |
| 20   | Kevin Janzen       |     |     |     |     |     |     |     |     |     |     |     |     | 11  | 9   | 10  | 12  | 9   | 14  | 5      |
| Pos. | Piloto             | ATL | ATL | ATL | ROA | ROA | ROA | MOH | MOH | MOH | BRA | BRA | BRA | VIR | VIR | VIR | COA | COA | COA | Puntos |

| Color     | Resultado                                                               |
| --------- | ----------------------------------------------------------------------- |
| Oro       | Ganador                                                                 |
| Plata     | 2.ª plaza                                                               |
| Bronce    | 3.ª plaza                                                               |
| Verde     | Finalizó en los puntos                                                  |
| Azul      | Finalizó sin puntos                                                     |
| Azul      | NC - No clasificado                                                     |
| Violeta   | Ret - No terminó (Carrera)                                              |
| Rojo      | DNQ - No se clasificó                                                   |
| Negro     | DSQ - Descalificado                                                     |
| Blanco    | DNS - No empezó (carrera)                                               |
| Blanco    | WD - Retirado (fin de semana)                                           |
| Blanco    | C - Carrera cancelada                                                   |
| Sin color | DNP - Inscrito pero no participó                                        |
| Sin color | INJ - Lesionado                                                         |
| Sin color | EX - Excluido                                                           |
| Estado    | Resultado                                                               |
| Negrita   | Pole position                                                           |
| Cursiva   | Vuelta rápida                                                           |
| †         | Abandona, pero clasifica al completar el porcentaje requerido para ello |

Fuente: FR Americas.

### Campeonato de Equipos
| Pos. | Equipo                        | ATL | ATL | ATL | ROA | ROA | ROA | MOH | MOH | MOH | BRA | BRA | BRA | VIR | VIR | VIR | COA | COA | COA | Puntos |
| ---- | ----------------------------- | --- | --- | --- | --- | --- | --- | --- | --- | --- | --- | --- | --- | --- | --- | --- | --- | --- | --- | ------ |
| 1    | TJ Speed Motorsports          | 1   | 1   | 1   | 4   | 1   | 1   | 6   | 3   | 2   | 2   | 2   | 2   | 4   | 5   | 2   | 4   | 1   | 1   | 529    |
| 1    | TJ Speed Motorsports          | 3   | 4   | 4   | 6   | 3   | 3   | 7   | 9   | 3   | 5   | 3   | 3   | 6   | 6   | 3   | 8   | 2   | 9   | 529    |
| 2    | Crosslink Competition         | 2   | 2   | 3   | 1   | 2   | 4   | 1   | 2   | 9   | 3   | 1   | 1   | 2   | 2   | 4   | 2   | 6   | 2   | 398    |
| 2    | Crosslink Competition         | 5   | DNS | Ret | 8   | 8   | 6†  | 13† | 12  | Ret | 7   | Ret | 10  | 3   | 4   | 7   | 7   | 8   | 3   | 398    |
| 3    | Newman Wachs Racing           | 4   | 3   | 2   | 2   | 10  | 2   | 2   | 1   | 5   | 1   | 4   | 8   | 1   | 3   | Ret | 5   | NC  | 13  | 276    |
| 3    | Newman Wachs Racing           | Ret | DNS | DNS | 3   | Ret | DNS | 3   | 6   | 10  | 4   | DNS | Ret |     |     |     |     |     |     | 276    |
| 4    | Velocity Racing Development   | 7   | 6   | 5   | 9   | 4   | 5   | 9   | 5   | 4   | 8   | 6   | 5   | 9   | 10  | 5   | 1   | 3   | 6   | 200    |
| 4    | Velocity Racing Development   | 9   | 9   | 7   |     |     |     | 10  | 8   | 8   | 9   | Ret | 9   | 10  | Ret | 9   | 10  | 5   | 7   | 200    |
| 5    | Future Star Racing            | 11  | 5   | Ret | 11  | 5   | Ret | 5   | 4   | 1   | DNS | Ret | 7†  | 5   | 1   | 1   | 3   | NC  | 4   | 160    |
| 6    | Jay Howard Driver Development | 8   | 10  | NC  | 5   | 9   | DNS | 4   | 7   | 7   |     |     |     |     |     |     |     |     |     | 41     |
| 8    | Kiwi Motorsport               |     |     |     |     |     |     |     |     |     |     |     |     |     |     |     | 6   | 4   | 8   | 24     |
| 7    | WISKO                         |     |     |     |     |     |     |     |     |     |     |     |     | 11  | 9   | 10  | 12  | 9   | 14  | 5      |
| Pos. | Equipo                        | ATL | ATL | ATL | ROA | ROA | ROA | MOH | MOH | MOH | BRA | BRA | BRA | VIR | VIR | VIR | COA | COA | COA | Puntos |

| Color     | Resultado                                                               |
| --------- | ----------------------------------------------------------------------- |
| Oro       | Ganador                                                                 |
| Plata     | 2.ª plaza                                                               |
| Bronce    | 3.ª plaza                                                               |
| Verde     | Finalizó en los puntos                                                  |
| Azul      | Finalizó sin puntos                                                     |
| Azul      | NC - No clasificado                                                     |
| Violeta   | Ret - No terminó (Carrera)                                              |
| Rojo      | DNQ - No se clasificó                                                   |
| Negro     | DSQ - Descalificado                                                     |
| Blanco    | DNS - No empezó (carrera)                                               |
| Blanco    | WD - Retirado (fin de semana)                                           |
| Blanco    | C - Carrera cancelada                                                   |
| Sin color | DNP - Inscrito pero no participó                                        |
| Sin color | INJ - Lesionado                                                         |
| Sin color | EX - Excluido                                                           |
| Estado    | Resultado                                                               |
| Negrita   | Pole position                                                           |
| Cursiva   | Vuelta rápida                                                           |
| †         | Abandona, pero clasifica al completar el porcentaje requerido para ello |

Fuente: FR Americas.